# Wilhelm Schwach
Wilhelm Schwach (* 1850; † 1921) war ein rumäniendeutscher Komponist, Musikpädagoge und Chorleiter.

## Leben
Schwach war bis 1877 Zweiter Kapellmeister am Franz-Josef-Theater in Temeswar. Von 1877 bis 1892 leitete er den Gesang- und Musikverein und das Sinfonieorchester von Lugosch. Ab 1894 war er musikalischer Leiter des Lugoscher Gewerbegesangsvereins. Zeitweise leitete er auch den Lugoscher Rumänischen Gesang- und Musikverein, mit dem er Ciprian Porumbescus Operette Crai Nou aufführte. 1914 wurde er als Ehrenchormeister des Lugoscher Gewerbegesangsvereins geehrt. Schwachs bekanntestes Werk war ein Ave Maria für zwei Gesangsstimmen, Violine und Orgel (1909). Weiterhin komponierte er u. a. eine Festmesse, die mehrfach von seinem Sohn Emmerich Schwach bearbeitet wurde, und ein Vater unser für Bass, Chor und Orgel. Der Walzer für Klavier Edelweiss erschien in Budapest im Druck.

## Quelle
- Edition Musik Südost - Die Lugoscher Komponisten Wilhelm und Emerich Schwach

| Personendaten    | Personendaten                                             |
| ---------------- | --------------------------------------------------------- |
| NAME             | Schwach, Wilhelm                                          |
| KURZBESCHREIBUNG | rumäniendeutscher Komponist, Musikpädagoge und Chorleiter |
| GEBURTSDATUM     | 1850                                                      |
| STERBEDATUM      | 1921                                                      |